# مارك هارينجتون
مارك هارينجتون (بالإنجليزية: Mark Harrington)‏ هو رسام أمريكي، ولد في 19 مايو 1952.